# Срби у Шпанији
Срби у Шпанији су грађани Шпаније српског порекла или људи рођени у Србији који живе и раде у Шпанији.
Постоје више удружења Срба у Шпанији:
- Casa serbia (Мадрид)
- Casa eslava (Барселона)
- Casa de Este (Барселона)
- Asociacion de Serbios en Espana — Удружење Срба у Шпанији (Барселона)
- Хиспанско-српско културно удружење „Иво Андрић” (Мадрид)

Срби углавном живе у Мадриду, Барселони, Валенсији, и у мањем броју у Марбељи и на Канарским Острвима. Они су се већином населили у Шпанију почетком деведесетих година 20. века. Шпанија и Србија имају изванредне односе. У Шпанији живи око 7.000 Срба.

## Познате личности
- Петар Охмућевић, адмирал
- Радомир Антић, фудбалски тренер
- Предраг Мијатовић, фудбалер
- Драган Шкрбић, рукометаш
- Никола Лончар, кошаркаш
- Бојан Кркић, фудбалер
- Бојан Кркић старији, отац Бојана Кркића и фудбалски скаут ФК Барселона
- Никола Миротић, кошаркаш
- Сергеј Милинковић-Савић, фудбалер
- Вања Милинковић-Савић, фудбалер
- Михајло Вуковић, кошаркашки тренер
- Ранко Жеравица, кошаркашки тренер
- Ивица Драгутиновић, фудбалер
- Никола Жигић, фудбалер
- Стефан Бајчетић, фудбалер
- Радослав Радуловић, фудбалер
- Милан Калина, рукометаш
- Жељко Обрадовић, кошаркашки тренер
- Светислав Пешић, кошаркашки тренер
- Љубомир Обрадовић, рукометни тренер